# Acalolepta kaszabi
Acalolepta kaszabi là một loài bọ cánh cứng trong họ Cerambycidae.